# Dialecte de Fuzhou
 (mars 2019).
Si vous disposez d'ouvrages ou d'articles de référence ou si vous connaissez des sites web de qualité traitant du thème abordé ici, merci de compléter l'article en donnant les références utiles à sa vérifiabilité et en les liant à la section « Notes et références ».
Le dialecte de Fuzhou (福州话 / 福州話, fúzhōuhuà) est un dialecte du mindong de la ville-préfecture de Fuzhou (capitale de la province du Fujian, au Sud-Est de la Chine). Elle est la forme standardisée du mindong.
Les missionnaires chrétiens venus d'Europe ont créé au XIXe siècle et standardisé dans les années 1890, la translittération foochow romanisé, pour romaniser ce dialecte.